# Kevin García Martínez
Kevin Martín García Martínez (Peguera, 8 september 1989), is een Spaans profvoetballer die onder de naam Kevin bij voorkeur als linker verdediger speelt.

## Clubcarrière
Kevin begon zijn carrière bij Real Mallorca. Daar doorliep hij de jeugdopleiding en speelde eerst voor het tweede team en vanaf 2010 kwam hij voor het eerste team uit in de Primera División. In zijn derde seizoen degradeerde hij naar de Liga Adelante. Hij kwam in vier seizoenen tot ruim vijftig wedstrijden. Hij vertrok daarna naar het Griekse Panetolikos. Daar had hij een contract voor twee seizoenen.

## Clubstatistieken
| Seizoen | Club         | Competitie       | Competitie | Competitie | Beker | Beker | Internationaal | Internationaal | Overig | Overig | Totaal | Totaal |
| Seizoen | Club         | Competitie       | Wed.       | Dlp.       | Wed.  | Dlp.  | Wed.           | Dlp.           | Wed.   | Dlp.   | Wed.   | Dlp.   |
| ------- | ------------ | ---------------- | ---------- | ---------- | ----- | ----- | -------------- | -------------- | ------ | ------ | ------ | ------ |
| 2010/11 | RCD Mallorca | Primera División | 19         | 0          | 3     | 0     | 0              | 0              | 0      | 0      | 22     | 0      |
| 2011/12 | RCD Mallorca | Primera División | 1          | 0          | 0     | 0     | 0              | 0              | 0      | 0      | 1      | 0      |
| 2012/13 | RCD Mallorca | Primera División | 11         | 1          | 4     | 0     | 0              | 0              | 0      | 0      | 15     | 1      |
| 2013/14 | RCD Mallorca | Liga Adelante    | 25         | 1          | 1     | 0     | 0              | 0              | 0      | 0      | 26     | 0      |
| 2014/15 | Panetolikos  | Super League     | 26         | 2          | 1     | 0     | 0              | 0              | 0      | 0      | 28     | 1      |
| 2015/16 | Panetolikos  | Super League     | 24         | 0          | 0     | 0     | 0              | 0              | 0      | 0      | 24     | 0      |
| Totaal  |              |                  | 105        | 4          | 9     | 0     | 0              | 0              | 0      | 0      | 114    | 4      |

Bijgewerkt tot en met 5 augustus 2016